# Backspolning
Backspolning är en metod för att rensa igensatta filter och silar installerade i såväl våt- som torrfilter. Vid normal användning av sil/filter byggs det upp en tryckskillnad mellan sug- och trycksidan. Är konstruktionen eller driftsituationen sådan att de partiklar som skall separeras inte kan falla ner från filtret/silen med gravitationens hjälp, kommer partiklarna att fastna och successivt sätta igen filtret/silen. Genom att backspola filtret, antingen med jämna mellanrum eller då tryckskillnaden nått en viss nivå, lossnar de partiklar som satt igen filtret/silen på dess trycksida, varpå filtret/silen åter kan utföra sin funktion. Metoden fungerar på en mängd olika mekaniska filter, såsom exempelvis sandfilter.
Vid torrfiltrering i t ex textila spärrfilter utförs backspolningen numera oftast med hjälp av en kort tryckluftstöt.